# Красные маки на Монте-Кассино
«Красные маки на Монте-Кассино» (пол. Czerwone maki na Monte Cassino) — польская песня, посвящённая штурму монастыря Монте-Кассино силами Второго польского корпуса и пользующаяся чрезвычайной популярностью в Польше.

## Авторы
- Музыка: Альфред Шюц (поль., 1910—1999)
- Слова: Феликс Конарский (Feliks Konarski, 1907—1991)

## История создания

### Исторический фон
На рубеже 1943—1944 годов Второй польский корпус под командованием генерала Андерса был переброшен с Ближнего Востока в Италию, где принял участие в боях по прорыву линии Густава, прикрывавшей Рим с юга. Ключевым пунктом немецких укреплений был монастырь бенедиктинцев Монте-Кассино на одноимённой горе. Монастырь был совершенно разрушен американской авиацией, но это однако не помешало немецким парашютистам защищать его с большим упорством.
Три штурма монастыря, предпринятые союзниками, оказались безуспешными. В мае 1944 г. начался новый, четвёртый штурм. По просьбе генерала Андерса, польские части были поставлены на решающем направлении — против самого монастыря. Первая польская атака, кровопролитная, но не увенчавшаяся особым успехом, состоялась 11 мая. 17 мая атаки возобновились. Ночью немцы вывели войска из монастыря из-за угрозы обхода с тыла, и в 09:50 18 мая разведчики 12-го полка подольских улан подняли над монастырём национальный польский флаг. В боях под Монте-Кассино 2-й Польский корпус потерял 924 человека убитыми и 4199 ранеными, что составляло более 10 % численности корпуса и треть всех его потерь за войну.

### Создание песни
Поздно вечером 17 мая Феликс Конарский с Театром Солдата Польского вернулся с выступления в Кампобассо, где квартировал театр. По собственному рассказу, он не мог заснуть и сидел у окна, глядя на отблески канонады и думая о происходящей у Монте-Кассино битве. Мысленно он сравнивал гитлеровцев с крысами, засевшими среди облаков, и из этого сравнения родилось начало песни: «Ты видишь эти руины на вершине? Там враг твой укрылся, как крыса…» Конарский набросал первый куплет и припев и в три часа ночи разбудил своего приятеля Альфреда Шютца, который в течение полутора часов написал мотив. Утром стало известно о падении Монте-Кассино, и Конарский сочинил второй куплет. Когда же театр выехал на позиции, Конарский увидел по дороге солдатскую могилу — крест, перевязанный белой лентой, с букетом маков в снарядной гильзе. Он тут же на нотной бумаге написал третий куплет: «Ты видишь этот ряд белых крестов…». На следующий день, 19 мая, у подножия горы Монте-Кассино Театр Солдата Польского впервые исполнил песню; пел Гвидон Боруцкий. Первую запись песни в том же году осуществил другой певец, Адам Астон.
Четвёртый куплет был написан на встрече ветеранов под Монте-Кассино к 25-летию битвы, в мае 1969 г. Он менее известен и часто опускается.

## Запрет в социалистической Польше
В Социалистической Польше песня «Червоны маки на Монте-Кассино» была запрещена, но пользовалась популярностью. Её запись распространялась нелегально.

## Текст песни
| Польский оригинал | Перевод a-pesni, 8.09.2006 | Перевод Ирины Поляковой | Русский перевод (в исполнении Рены Рольской) |
| --- | --- | --- | --- |
| Czy widzisz te gruzy na szczycie? Tam wróg twój się kryje jak szczur. Musice, musicie, musicie Za kark wziąć i strącić go z chmur. I poszli szaleni, zażarci, I poszli zabijać i mścić, I poszli jak zawsze uparci, Jak zawsze — za honor się bić. Czerwone maki na Monte Cassino Zamiast rosy piły polską krew. Po tych makach szedł żołnierz i ginął, Lecz od śmierci silniejszy był gniew. Przejdą lata i wieki przeminą, Pozostaną ślady dawnych dni… I tylko maki na Monte Cassino Czerwieńsze będą, bo z polskiej wzrosną krwi. Runęli przez ogień, straceńcy, Niejeden z nich dostał i padł. Jak ci z Samosierry szaleńcy, Jak ci spod Rokitny, sprzed lat. Runęli impetem szalonym I doszli. I udał się szturm. I sztandar swój biało-czerwony Zatknęli na gruzach wśród chmur. Czerwone maki na Monte Cassino… Czy widzisz ten rząd białych krzyży? To Polak z honorem brał ślub. Idź naprzód — im dalej, im wyżej, Tym więcej ich znajdziesz u stóp. Ta ziemla do Polski należy, Choć Polska daleko jest stąd, Bo wolność krzyżami się mierzy — Historia ten jeden ma błąd. Czerwone maki na Monte Cassino… Ćwierć wieku, koledzy, za nami, Bitewny ulotnił się pył. I klasztor białymi murami Na nowo do nieba się wzbił. Lecz pamięć tych nocy upiornych I krwi, co przelała się tu — Odzywa się w dzwonach klasztornych Grających poległym do snu. Czerwone maki na Monte Cassino… | Видишь эти руины на вершине? Там враг твой укрывается, как крыса. Вы должны, должны, должны За горло взять и сбросить его с туч. И пошли отчаянные, яростные, И пошли убивать и мстить, И пошли, как всегда упрямые, Как всегда — сражаться за честь. Красные маки на Монте-Кассино Вместо росы пили польскую кровь. По тем макам шел солдат и погибал, Но сильнее смерти был гнев. Пройдут года и минуют века, Останутся следы давних дней… И только маки на Монте-Кассино Краснее будут, ведь из польской вырастут крови. Ринулись сквозь огонь, отчаянные, Многие получили [пулю] и пали. Как те с Самосьерры смельчаки, Как те из-под Рокитны, много лет назад. Ринулись натиском безумным И дошли. И удался штурм. И флаг свой бело-красный Водрузили на руинах среди туч. Красные маки на Монте-Кассино… Видишь этот ряд белых крестов? Это поляк обвенчался с честью. Иди вперед — чем дальше, чем выше, Тем больше их найдешь под ногами. Эта земля принадлежит Польше, Хотя Польша далеко отсюда, Потому что вольность крестами измеряется — У истории есть такая ошибка. Красные маки на Монте-Кассино… Четверть века, друзья, за нами, Военная улетучилась пыль. И монастырь белыми стенами Снова к небу вознесся. Но память тех ночей кошмарных И крови, что пролилась здесь — Отзывается в звонах монастырских, Играющих павшим ко сну. Красные маки на Монте-Кассино… | Взгляни — в тех камнях, на вершине Твой враг, словно крыса, живуч. Ступайте! Крушите! Спешите За глотку сорвать его с туч! Пошли они, гневом пылая, Пошли, чтоб свершить свою месть. Привычно отвага вела их Сражаться за славу и честь! Краснеют маки на Монте-Кассино От кровавой росы опьянев. Шли поляки, и смерть их косила, Но сильнее, чем смерть, был их гнев. Пусть проходят столетия мимо — Сохранится память давних дней. И только маки на Монте-Кассино От польской крови становятся красней. В атаке — отважны без меры, Сражались они, храбрецы, Как прадеды у Самосьерры, И как под Ракитным — отцы. И штурм тот отчаянно-смелый — Победой окончился он! И стяг боевой красно-белый До туч средь руин вознесён! Краснеют маки на Монте-Кассино… Смотри же! Увидишь с вершины — Крестов этих белых — не счесть. Здесь брачный обряд совершили Поляк и жена его — честь. Земля эта Польшею стала. Свобода — она такова: Её измеряют крестами. История тут не права. Краснеют маки на Монте-Кассино… Прошли четверть века степенно — И ярость, и гнев улеглись. Обители белые стены Опять к облакам поднялись. Но память весны беспокойной Все время стремится сюда, Вплетается в звон колокольный По всем, кто уснул навсегда. Краснеют маки на Монте-Кассино… | Ты видишь - чернеют руины Враги на вершине горы Должны мы, должны мы, должны мы Их выбить из этой норы! И ринулись яростно в драку Священною местью горя И шли не сгибаясь в атаку Врагов беспощадно громя Алеют маки на Монте-Кассино От кровавой росы опьянев На смерть пули поляков косили Но сильнее чем смерть был их гнев Минует время и войн, и насилий Лишь останется несколько дат И только маки на Монте-Кассино Как пядь на крови погибших здесь солдат Ты видишь, вверху, за кустами Шеренга надгробий бела Крестами, крестами, крестами Дорога к победе легла За нашу и вашу свободу Здесь с честью герои легли И польскому дорог народу Стал клок итальянской земли Алеют маки на Монте-Кассино |

## Отражение песни в русской культуре
Аллюзии на «Красные маки на Монте Кассино» присутствуют в стихотворении Иосифа Бродского «Песенка» (1960) («Помнят только вершины Да цветущие маки, Что на Монте-Кассино Это были поляки») и в «Балладе о вечном огне» Александра Галича («Маки, маки на Монте-Кассино! Как мы падали в эти маки!»).

## Фонограммы песни
- В исполнении Ансамбля песни и пляски Российской армии им. Александрова на YouTube
- В исполнении Адама Астона, 1944 (первые два куплета) на YouTube